# 莉芙與小曼
《莉芙與小曼》是一部美國情境喜劇 ，由約翰D·貝克（John D. Beck）與榮恩‧哈特（Ron Hart）創作，由It's a Laugh Productions製作公司替迪士尼頻道製作。由德芙·卡梅隆一人分飾一對个性完全迥然不同的雙胞胎。本系列於2013年4月開始製作，2013年7月19日首播試播集。本系列的首次宣傳於2013年6月28日開始。
2014年1月13日，迪士尼頻道決定續約第二季共13集，2014年9月21日開始播。由於收視率比較高，迪士尼頻道將第二季從13集增加到24集。2015年4月3日，迪士尼頻道決定做第三季，2015年9月13號開始播。2015年12月21日，迪士尼頻道決定做第四季，2016年9月23日開始播。
2018年1月25日起台灣播映第4季，週一至週四晚間10點於「星光首映會」時段首播，正式名稱《莉芙與小曼：加州生活》（Liv and Maddie: Cali Style），2月21日全劇正式在台完結。2月22日由《麻辣特工》（K.C. Undercover）接檔。中國大陸翻成《丽芙与玛蒂：加州风情》。

## 劇情大綱
莉芙‧魯尼（Liv Rooney）（德芙·卡梅隆飾演）結束了四年在好萊塢拍攝的電視節目《大聲唱》(Sing It Loud!)，回到位在波蒂奇縣 (威斯康辛州)的家中，父母、兩個弟弟和雙胞胎妹妹小曼（Maddie）（同樣由德芙飾演）熱烈的迎接她。這一對雙胞胎姊妹從小個性就南轅北轍。麗芙非常女孩子氣並且喜歡成為眾人的焦點，小曼較男孩子氣並且加入了籃球隊成為隊長。她們的大弟喬伊（Joey）(喬伊·布拉格飾演），標準的青少年，以及小弟帕克（Parker）（登舍·諾吉·特雷納飾演），一個有自信而且聰明的小孩。負責管理家庭的母親凱倫（Karen）（凱莉·羅洽飾演），是三個小孩就學的木嶺（Ridgewood High）中學的校園心理醫生，父親皮特（Pete）（本傑明·金飾演），則是該學校的籃球隊教練，也是小曼籃球教練。因此可以就近看管他們的小孩。故事就在這家人的學校及生活之間展開。
台版僅配音第一季，即全劇前21集。

## 演員與角色

### 主角
- 莉芙‧魯尼（Liv Rooney）（德芙·卡梅隆（Dove Cameron）飾演/艾美·巴克納（Emmy Buckner）替身，台灣配音：謝佼娟）是魯尼家雙胞胎姊姊，也是家中年紀最大的小孩。在她們慶祝16歲生日時，凱倫表示莉芙比小曼早六分鐘出生，但因為在晚上11:56分出生，所以兩人生日不同天。莉芙從11歲起就離開家四年到好萊塢從事電視明星，回到家之後她得要試著調整不同的生活態度，並經常向周遭提起曾演過的知名電視節目《大聲唱》(Sing It Loud!)。她的弟弟們經常稱呼莉芙為「好萊塢」(Hollywood)。第一季第六集時提到莉芙曾在拍攝節目空檔時，拍過一部叫做《滑板強盜》(The Skateboard Bandit)的電影。第一季第十八集揭示莉芙全名為「奧莉芙雅」(Olivia)。
- 小曼‧魯尼（Maddie Rooney）（德芙·卡梅隆（Dove Cameron）飾演/謝爾比·武爾費特（Shelby Wulfert）替身，台灣配音：石采薇）魯尼家雙胞胎妹妹，是家中排行第二的小孩。在她們慶祝16歲生日時，凱倫表示小曼比莉芙晚六分鐘出生，但因是在凌晨00:02分，所以兩人生日不同天。小曼是木嶺中學（Ridgewood High）女子籃球隊隊長，喜歡各式運動。第一季第三集時顯示小曼不是很重視學校作業，同一集中揭示小曼本名是曼蒂森(Madison)。口頭禪是「蹦！怎樣？！」(Bam! What?!)並雙手交叉比出手勢；交往對象是同校籃球隊隊長迪吉(Diggie)。[10]
- 喬伊‧魯尼(Joey Rooney）（喬伊·布拉格（Joey Bragg）飾演，台灣配音：鈕凱暘），是魯尼家排行老三的小孩，雙胞胎的大弟弟，帕克的哥哥。他跟他的雙胞胎姊姊們年紀相近，因此也跟姐姐們上同一所中學，但表現不慎成熟，喜歡玩電動，不擅長與女孩子說話。喬伊經常跟弟弟帕克玩在一起。第一季第九集顯示他本名是喬瑟夫[11]，第三季第五集提及中間名為Gilligan。
- 派克‧魯尼（Parker Rooney）（登舍·諾吉·特雷納（Tenzing Norgay Trainor）飾演）是魯尼家中年紀最小的男孩，年紀也跟其他哥哥姊姊差很多，初登場時還在小學四年級（13歲）。帕克表現的經常比其他同年齡的小孩要聰明，然而都是在惡作劇較多。派克經常與哥哥喬伊在一起玩，但也去空手道教室學空手道，在那邊認識許多「道場兄弟」。第二季第十三集提及他有一個「令人尷尬的中間名」。
- 凱倫‧魯尼（Karen Rooney）（（凱莉·羅洽（Kali Rocha）飾演）飾演）魯尼家母親，婚前姓（Burnett）。初登場時為木嶺中學校園心理醫生，第二季升任副校長。因此經常使用各式心理治療知識幫助她的家人，有時候會與小孩子分享「出氣枕頭」(punching pillows)。在雙胞胎16歲生日的時候，她坦承其實雙胞胎嚴格來說不是同一天生日。
- 皮特‧魯尼（Pete Rooney）（本傑明·金（Benjamin King）飾演，台灣配音：王希華）魯尼家父親。他是木嶺中學的女子籃球隊教練。因此皮特喜歡在家中帶一點競賽的東西，他經常會吹哨以及鼓勵小曼加強她的籃球能力。皮特對於他的女兒感情表現的關注與瞭解像一般父親一般不是很清楚，並且鼓勵他的兒子要有創造力。第四季中因要監督房子重建而未登場。
- 露比‧史密斯（Ruby Smith）（勞倫·林賽·登茲斯（Lauren Lindsey Donzis）飾演）魯尼家表親，凱倫居於加州的妹妹Dena之女。她在第四季中取代皮特作為主要人物。

### 配角
- 威蘿（Willow）（潔西卡‧瑪麗‧加西亞（Jessica Marie Garcia）飾演，台灣配音：謝佼娟）小曼隊友與好朋友。她在籃球隊裡打中央位置，並對喬伊有特殊的熱愛。
- 阿吉（Diggie）（Ryan McCartan飾演）小曼的暗戀對象。迪吉是籃球隊隊長，相當有自信而且身材高大。他通常稱呼小曼「魯尼」，並沒有其他暱稱。在第一季第十三集的時候兩人正式交往。
- 史妲（Stains）（Bridgette Shergalis飾演）小曼隊友與朋友。她是身材嬌小的女孩，但是胃口很好。她在每一集都會無意間弄髒衣服。
- 小海（Ocean）（Cozi Zuehlsdorff飾演）莉芙到學校之後交的第一個朋友。來自吉普賽風格的家庭，住在向日葵農場，並且被限制使用電子產品，因此在認識莉芙之前從未知曉及看過莉芙的電視演出。
- 斯基‧拉米雷斯（Skippy Ramirez）（Allen Alvarado飾演) 喬伊幼年玩伴，現在是一個職業滑板好手「蒙面破壞王」（The Masked Shredder）。現在回到木嶺中學一同上課，並且曾經與喬伊守衛過學校的吉祥物「寶利豪豬」（Paulie the Porcupine）。
- 阿提（Artie）（Jimmy Bellinger飾演，台灣配音：謝佼娟）是喬伊的學校同學也是死敵，兩人經常進行各項的競賽，通常都是喬伊敗陣。不過有一次兩人合夥參加一場腦力競賽。
- 強尼‧雲雨（Johnny Nimbus）（Kurt Long飾演）當地的電視台氣象主播，經常被請來主持各項活動。
- 艾文（Evan）（Carter Hastings飾演），是派克的空手道「道場弟兄」之一 。小派克一歲，艾文經常提到他母親對他的要求。

## 分集介紹
| 季數 | 季數 | 集數 | 播映日期      | 播映日期      |
| 季數 | 季數 | 集數 | 首映          | 最終回        |
| ---- | ---- | ---- | ------------- | ------------- |
|      | 1    | 21   | 2013年9月15日 | 2014年7月27日 |
|      | 2    | 24   | 2014年9月21日 | 2015年8月23日 |
|      | 3    | 20   | 2015年9月13日 | 2016年6月19日 |
|      | 4    | 15   | 2016年9月23日 | 2017年3月24日 |

## 製作過程
《麗芙與麥蒂》由約翰D·貝克（John D. Beck）與榮恩‧哈特（Ron Hart）創作，並由 Beck & Hart Productions 製作公司與 Oops Doughnuts Productions 製作公司以及It's a Laugh Productions製作公司聯合出品。貝克與哈特曾經製作參與過According to Jim，Hey Arnold!以及舞動青春。本劇的執行製作是安迪·菲克曼 (製做過足球尤物), Betsy Sullenger (製做過You Again) 以及 John Peaslee (製做過8 Simple Rules)。原本，本劇暫名為Bits and Pieces，然而容易讓人聯想到The Brady Bunch以及Step by Step。劇組於2012年春天開始製作試播集。原本設定為 Jodie Sullenger （凱莉·羅洽飾演）, Alanna （德芙·卡梅隆飾演）與 Sticky (喬伊·布拉格飾演)的母親，與 Pete Fickman （本傑明·金飾演）, Crystal （Cozi Zuehlsdorff飾演）與 Brody (坦正·羅基·特利羅飾演），六個人共同生活在一個屋簷下。
最後，迪士尼選擇將《Bits and Pieces》改成一對雙胞胎。而不用再繼續招募新的演員，製作公司也選擇保有原先招募的演員，並著手拍攝全新的試播集。故事現在重點在於德芙·卡梅隆一人分飾兩角，並且是同一個父母與兄弟。Cozi Zuehlsdorff則被釋出為客串明星。該家庭的姓氏「魯尼」(Rooney)來自於製作人 Sullenger 喜歡的匹兹堡钢人隊的老闆魯尼家庭的姓氏。

### 音樂
完整版的《麗芙與麥蒂》主題曲「 Better in Stereo」是由德芙·卡梅隆演唱，並於2013年10月15日由華特迪士尼唱片發行。音樂錄影帶則是在2013年10月29日在迪士尼頻道首映。
在第一集中，麗芙展示給麥蒂她於Sing It Loud!節目的最後一個片段，麗芙所飾演的角色演唱謎幻樂團的On Top of the World。完整版也由德芙·卡梅隆演唱，並於2013年8月27日以單曲形式發行。
在第10集中，麗芙演唱經典歌曲Let It Snow! Let It Snow! Let It Snow!。完整版也由德芙·卡梅隆演唱，收錄在迪士尼唱片發行的佳節專輯Holidays Unwrapped當中，2013年10月15日發行。

## 國際播映
「麗芙與麥蒂」也在其他國家的迪士尼頻道上播映。本系列於2013年7月19日在加拿大開始宣傳，並於2013年9月20日正式首映。2013年10月7日在英國與愛爾蘭宣傳，2013年11月8日正式首映。2013年12月20日，在北歐開始宣傳，並於2014年1月24日正式上映。2013年10月11日於澳洲和紐西蘭正式上映。2014年1月10日於新加坡上映。
| 國家 / 地區               | 頻道                                                          | 首映                                        | 當地名稱                      | 來源   |
| ------------------------- | ------------------------------------------------------------- | ------------------------------------------- | ----------------------------- | ------ |
| 美国                      | 美國迪士尼頻道                                                | 七月 19, 2013 (預告) 九月 15, 2013 (首映)   | Liv and Maddie                |        |
| 加拿大                    | 加拿大家庭頻道（2013-2015） 迪士尼频道（加拿大）（2015-2017） | 七月 19, 2013 (預告) 九月 20, 2013 (首映)   | Liv and Maddie                | [ 25 ] |
| 爱尔兰 · 英国             | 迪士尼頻道 (英國與愛爾蘭)                                     | 十月 7, 2013 (預告) 十一月 8, 2013 (首映)   | Liv and Maddie                | [ 26 ] |
| · 新西兰                  | 迪士尼頻道(澳洲)                                              | 十月, 2013                                  | Liv and Maddie                | [ 27 ] |
| 瑞典 · 芬兰 · 挪威 · 丹麦 | 迪士尼頻道(北歐)                                              | 十二月 20, 2013 (預告) 一月 24, 2014 (首映) | Liv och Maddie Liv og Maddie  | [ 28 ] |
| 法國 · 瑞士 · 比利时      | 迪士尼頻道(法國)                                              | 一月 22, 2014                               | Liv et Maddie                 | [ 29 ] |
| 西班牙                    | 迪士尼頻道(西班牙)                                            | 一月 31, 2014                               | Liv y Maddie                  | [ 30 ] |
| 臺灣                      | 迪士尼頻道                                                    | 三月 15, 2014                               | 莉芙與小曼                    | [ 31 ] |
| 日本                      | 迪士尼頻道(日本)                                              | 三月 23, 2014                               | うわさのツインズ リブとマディ | [ 32 ] |

## 外部連結
- 官方网站
- 互联网电影数据库（IMDb）上《莉芙與小曼》的资料（英文）